# Moka Fujii
Moka Fujii (29 agosto 2004) è una nuotatrice artistica giapponese.

## Palmarès
- Mondiali

Budapest 2022: argento nella gara a squadre (programma tecnico) e nel libero combinato, bronzo nella gara a squadre (programma libero).
Fukuoka 2023: bronzo nel libero combinato.
Singapore 2025: argento nella gara a squadre (programma libero).

### Coppa del Mondo
- 13 podi:
  - 4 vittorie (4 nella gara a squadre)
  - 7 secondi posti (6 nella gara a squadre e 1 nel duo)
  - 2 terzi posti (2 nella gara a squadre)

#### Coppa del mondo - vittorie
| Data          | Luogo       | Paese   | Disciplina   |
| ------------- | ----------- | ------- | ------------ |
| 16 marzo 2023 | Markham     | Canada  | Team tecnico |
| 17 marzo 2023 | Markham     | Canada  | Team libero  |
| 7 maggio 2023 | Montpellier | Francia | Team libero  |
| 4 maggio 2024 | Parigi      | Francia | Team libero  |